# Grup de la coronadita
El grup de la coronadita és un grup de minerals format per vuit espècies de minerals òxids de manganès molt comuns, que cristal·litzen en els sistemes tetragonal i monoclínic-pseudotetragonal; amb un catió relativament grans, monovalents o divalents, entre els quals hi trobem el plom (Pb2+), el potassi (K2+), el bari (Ba2+), l'estronci (Sr2+) i el sodi (Na+), i cations de manganès en els seus estats d'oxidació +3 i +4, tot i que en algunes espècies el Mn3+ és substituït per Fe3+. Rep el seu nom de la principal espècie del grup: la coronadita.
Juntament amb el grup de la priderita formen el supergrup de l'hol·landita.

## Membres del grup
El grup de la coronadita està integrat per les vuit espècies següents:
| Espècie          | Fórmula               |
| ---------------- | --------------------- |
| Coronadita       | Pb(Mn₆4+Mn₂3+)O16     |
| Criptomelana     | K(Mn₇4+Mn3+)O16       |
| Ferricoronadita  | Pb(Mn₆4+Fe₂3+)O16     |
| Ferrihol·landita | Ba(Mn₆4+Fe₂3+)O16     |
| Hol·landita      | Ba(Mn₆4+Mn₂3+)O16     |
| Manjiroïta       | Na(Mn₇4+Mn3+)O16      |
| Estronciomelana  | Sr(Mn₆4+Mn₂3+)O16     |
| Tal·liomelana    | Tl(Mn4+7.5Cu2+0.5)O16 |

## Jaciments
Els minerals d'aquest grup es poden trobar tots els continents excepte a l'Antàrtida, en més d'un miler de jaciments diferents. A Catalunya podem trobar alguns dels minerals d'aquest grup:
| Mineral      | Indret                                                                |
| ------------ | --------------------------------------------------------------------- |
| Coronadita   | A la mina La Cresta, a Bellmunt del Priorat (Tarragona).              |
| Criptomelana | A la mina Serrana, a El Molar (Priorat, Tarragona)                    |
| Hol·landita  | A la pedrera de Can Súria, a Maçanet de la Selva, (La Selva, Girona). |

## Galeria d'imatges

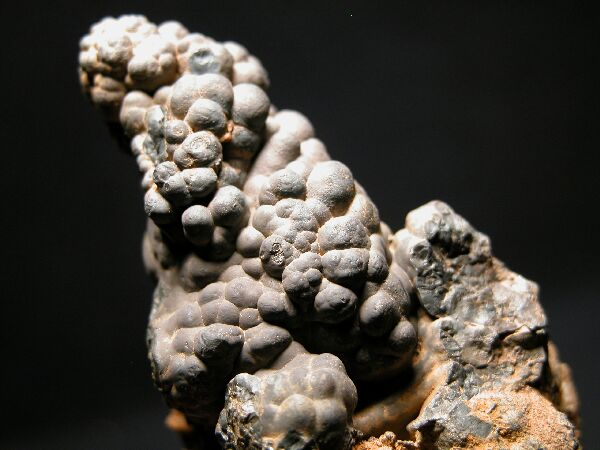
Criptomelana
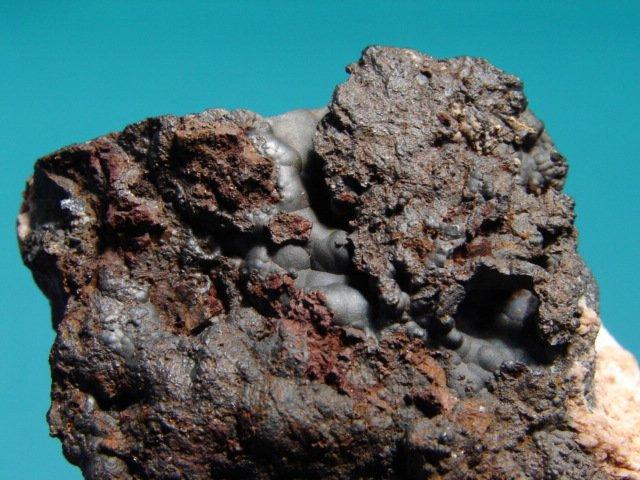
Hol·landita